# Gallieni (metropolitana di Parigi)
Gallieni è il capolinea est della linea 3 della metropolitana di Parigi, sita nel comune di Bagnolet.
La stazione è intitolata a Joseph Simon Gallieni, generale francese, comandante nelle colonie e successivamente nella prima guerra mondiale.

## Interconnessioni
- Bus RATP